# Bradynotes
Bradynotes is een geslacht van rechtvleugeligen uit de familie veldsprinkhanen (Acrididae). De wetenschappelijke naam van dit geslacht is voor het eerst geldig gepubliceerd in 1880 door Scudder.

## Soorten
Het geslacht Bradynotes  is monotypisch en omvat slechts de volgende soort:
- Bradynotes obesa (Thomas, 1872)